# Doktor Who – seria 12 (2020)
Dwunasta seria nowej wersji (chronologicznie 38.) brytyjskiego serialu science-fiction pt. Doktor Who rozpoczęła się 1 stycznia 2020 roku wraz z premierą odcinka Wszechświat to za mało i zakończyła się 1 marca 2020 odcinkiem Dziecko poza czasem. Producentami wykonawczymi tej serii byli Chris Chibnall oraz Matt Strevens.
Jest to druga seria, w której w roli Doktora występuje Jodie Whittaker. W roli towarzyszy Doktora występują Bradley Walsh jako Graham O'Brien, Tosin Cole jako Ryan Sinclair oraz Mandip Gill jako Yasmin Khan. 
Wyprodukowany został także odcinek specjalny, zatytułowany Rewolucja Daleków (ang. Revolution of the Daleks).

## Obsada

### Główna
Jest to drugi sezon w którym w roli Doktora występuje Jodie Whittaker. W tym sezonie powrócą także odtwórcy ról towarzyszy Doktora: Bradley Walsh (Graham O'Brien), Tosin Cole (Ryan Sinclair) oraz Mandip Gill (Yasmin Khan).
3 marca 2020 roku potwierdzono, że Bradley Walsh oraz Tosin Cole opuszczą Doktora Who w odcinku specjalnym Revolution of the Daleks, który zostanie wyemitowany w 2020 roku.

### Role gościnne
W odcinkach Wszechświat to za mało zostali obsadzeni Dominique Maher (jako agent Browning), Darron Meyer (jako Seesay), Lenny Henry oraz Stephen Fry, którzy pojawiają się w pierwszej części. W drugiej części Aurora Marion została obsadzona w roli Noor Inayat Khan, Mark Dexter jako Charles Babbage, Sylvie Briggs jako Ada Lovelace. W odcinku występują także Shobna Gulati (Najia Khan), Ravin J Ganatra (Hakim Khan) oraz Bhavnisha Parmar (Sonya Khan).
W Wszechświat to za mało pojawia się także nie ogłoszony przed emisją serii Sacha Dhawan, który odgrywa rolę jednego z głównych wrogów Doktora, Mistrza. Aktor pojawia się w tej roli także w odcinkach Czas chwały Cybermenów / Dziecko poza czasem.
W grudniu 2019 roku oficjalnie ogłoszono, że w serialu wystąpi także Laura Fraser. Pojawia się ona w odcinku trzecim Sierota 55 w roli Kane. W odcinku tym występują także Gia Ré (Bella), James Buckley (Nevi), Julia Elizabeth Fogle / Julia Foster (Vilma), Amy Booth-Steel (Hyph3n), Will Austin (Vorm), Col Farrell (Benni), Lewin Lloyd (Sylas) oraz Spencer Wilding.
Anjli Mohindra, wcześniej wcielająca się w Rani Chandrę w spin-offie Doktora Who Przygody Sary Jane, została obsadzona w roli królowej Skithry. Występuje ona w odcinku Przerażający wieczór Nikoli Tesli. Robert Glenister oraz Goran Višnjić zostali obsadzeni w rolach kolejno Tomasa Edisona i Nikoli Tesli. W odcinku tym występuje także Haley McGee w roli Dorothy Skerritt, asystentki Tesli oraz Robin Guiver jako Bill Tallow, Russell Bentley jako pan Brady i Paul Kasey jako Harold Green.
Jo Martin została obsadzona w roli Ruth Clayton, przewodnika po Gloucester; występuje ona w odcinku Pościg Judoonów. W odcinku tym występują także Neil Stuke (jako Lee, mąż Ruth), Paul Kasey jako przywódca Judoonów, Ritu Arya jako Gat oraz Michael Begley jako All Ears Allan. Głosu kapitanowi Judoonów o imieniu Pol-Con-Don, użycza Nicholas Briggs. W tym samym odcinku występuje także Judith Street w roli Marcii. W odcinku tym ma także swoje cameo John Barrowman, który powraca do roli towarzysza Doktora, Jacka Harknessa; jest to jego pierwsze pojawienie się od czasu odcinka Do końca wszechświata z 2010 roku.
Molly Harris została obsadzona w roli Suki Cheng. Występuje ona w odcinku Praxeus. W tym samym odcinku występują także Joana Borja jako blogerka Gabriela, Matthew McNulty jako Adam oraz Warren Brown. W pozostałych rolach pojawią się także Thapelo Maropefela (Aramu), Gabriela Toloi (Jamila Velez), Soo Drouet (Joyce) oraz Tristan de Beer (Zach Olson).
W odcinku siódmym, zatytułowanym Słyszysz mnie? została obsadzona Clare-Hope Ashitey jako Rakaya. W odcinku tym występują także Ian Gelder, Aruhan Galieva, Nasreen Hussain (jako Anita Patel), Buom Tihngang (jako Tibo, znajomy Rayana, który pojawił się wcześniej w odcinku Wszechświat to za mało) oraz Bhavnisha Parmar (jako Sonya Khan, siostra Yaz). W odcinku tym występuje także Sharon D. Clarke, która powraca do roli żony Grahama, Grace.
W odcinku Nawiedzona willa Diodati wystąpił Maxim Baldry jako doktor John Polidori oraz Jacob Collins-Levy jako Lord Byron. Ponadto w odcinku pojawiają się Nadia Parkes (Claire Clairmont) oraz Lili Miller (Mary Shelley).
W dwuodcinkowym finale sezonu Czas chwały Cybermenów / Dziecko poza czasem w rolach gościnnych występują Julie Graham, Ian McElhinney oraz Steve Toussaint.
W odcinku specjalnym pojawią się John Barrowman jako kapitan Jack Harkness, oraz Gray O’Brien, który pojawił się wcześniej w serialu w odcinku Rejs potępieńców jako Rickston Slade. Wystąpi w nim także Nathan Stewart-Jarrett jako Leo Rugazzi, a do roli Jacka Robertsona powróci Chris Noth, który pojawił się wcześniej w odcinku Pająki z poprzedniego sezonu.

## Odcinki
Odcinki pierwszy i drugi stanowią jedną historię; podobnie odcinki dziewiąty i dziesiąty.
| 288a | 1  | Spyfall                        | Wszechświat to za mało            | Jamie Stone     | Chris Chibnall             | 1 stycznia 2020  | 12 stycznia 2020 |
| 288b | 2  | Spyfall                        | Wszechświat to za mało            | Lee Haven Jones | Chris Chibnall             | 5 stycznia 2020  | 19 stycznia 2020 |
| 289 | 3  | Orphan 55                      | Sierota 55                        | Lee Haven Jones | Ed Hime                    | 12 stycznia 2020 | 26 stycznia 2020 |
| 290 | 4  | Nikola Tesla’s Night of Terror | Przerażający wieczór Nikoli Tesli | Nida Manzoor    | Nina Metivier              | 19 stycznia 2020 | 2 lutego 2020    |
| W 1903 roku w pobliżu wodospadu Niagara generator Nikoli Tesli nie chce zadziałać poprawnie, ponieważ ktoś sabotuje jego pracę. Nikola ponadto twierdzi, że odebrał sygnał z Marsa. Doktor i jej towarzysze starają się uratować Nikolę przed grożącym mu niebezpieczeństwem. |    |                                |                                   |                 |                            |                  |                  |
| 291 | 5  | Fugitive of the Judoon         | Pościg Judoonów                   | Nida Manzoor    | Vinay Patel Chris Chibnall | 26 stycznia 2020 | 9 lutego 2020    |
| 292 | 6  | Praxeus                        | Praxeus                           | Jamie Stone     | Pete McTighe               | 2 lutego 2020    | 16 lutego 2020   |
| 293 | 7  | Can You Hear Me?               | Słyszysz mnie?                    | Emma Sullivan   | Charlene James             | 9 lutego 2020    | 23 lutego 2020   |
| 294 | 8  | The Haunting of Villa Diodati  | Nawiedzona willa Diodati          | Emma Sullivan   | Maxine Alderton            | 16 lutego 2020   | 1 marca 2020     |
| 295a | 9  | Ascension of the Cybermen      | Czas chwały Cybermenów            | Jamie Stone     | Chris Chibnall             | 23 lutego 2020   | 8 marca 2020     |
| 295b | 10 | The Timeless Children          | Dziecko poza czasem               | Jamie Stone     | Chris Chibnall             | 1 marca 2020     | 15 marca 2020    |
| Odcinek specjalny |    |                                |                                   |                 |                            |                  |                  |
| 296 | –  | Revolution of the Daleks       | Rewolucja Daleków                 | Lee Haven Jones | Chris Chibnall             | 1 stycznia 2021  | 1 stycznia 2021  |

## Produkcja
Chris Chibnall pozostał na stanowisku producenta wykonawczego serialu. Matt Strevens również pozostał na stanowisku producenta wykonawczego.
W listopadzie 2018 roku kostiumograf Ray Holman oznaczył w swoim CV, że seria dwunasta weszła w fazę przedprodukcji. 17 listopada 2018 roku BBC potwierdziło, że seria weszła w fazę produkcji.

### Scenariusz i reżyseria
Ed Hime, który napisał odcinek To cię porwie z poprzedniego sezonu, napisze jeden z odcinków tego sezonu. Nina Métivier, która w poprzednim sezonie pracowała przy produkcji serialu jako script editor, również napisze odcinek serii.
W listopadzie 2019 roku na łamach „Doctor Who Magazine” ogłoszono, że Chris Chibnall napisał cztery odcinki tego sezonu. Innymi scenarzystami, którzy napisali odcinki tego sezonu są Ed Hime, Pete McTighe, Vinay Patel, którzy napisali także odcinki w poprzednim sezonie, a także Nina Metivier, Maxine Alderton oraz Charlene James.
Jamie Magnus Stone, który wcześniej wyreżyserował mini-odcinek The Last Day z okazji 50. rocznicy serialu, zatrudniony został jako reżyser pierwszego bloku produkcyjnego, obejmującego odcinki Wszechświat to za mało (część pierwsza) i Praxeus. Stone wyreżyserował także piąty blok produkcyjny serii, obejmujący odcinki Czas chwały Cybermenów i Dziecko poza czasem. Reżyserem drugiego bloku produkcyjnego, obejmującego odcinki Wszechświat to za mało (część druga) i Sierota 55, był Lee Haven Jones. Nida Manzoor była odpowiedzialna za wyreżyserowanie odcinków Przerażający wieczór Nikoli Tesli i Pościg Judoonów, które złożyły się na trzeci blok produkcyjny. Emma Sullivan była reżyserem czwartego bloku produkcyjnego, obejmującego odcinki Słyszysz mnie? oraz Nawiedzona willa Diodati.
Odcinek specjalny został wyreżyserowany przez Lee Haven Jonesa.

### Zdjęcia
Zdjęcia do serii rozpoczęły się 23 stycznia 2019 roku. Zdjęcia do pierwszego bloku produkcyjnego wykonane zostały w Południowej Afryce, między innymi w mieście Stellenbosch. 11 lutego 2019 roku kręcono sceny pościgu w Butetown Tunnel w Cardiff, które są częścią odcinka pierwszego. Zdjęcia do tego odcinka wykonano także w Swansea Guildhall w Swansea w Walii. Zdjęcia do odcinka Praxeus zostały wykonane częściowo w Kapsztadzie i na plaży Kogel Bay w Afryce Południowej, która miała udawać Madagaskar. 
Zdjęcia do drugiego bloku produkcyjnego wykonano na Teneryfie. Sceny do odcinka Sierota 55 wykonano w mieście Los Gigantes, w pobliżu wulkanu Teide, w Santa Cruz de Tenerife, a także w tunelu kolejowym na wyspie Barry w Walii, który wykorzystany był wcześniej jako lokalizacja w odcinku Córka Doktora (2009).
Zdjęcia do odcinka Przerażający wieczór Nikoli Tesli zostały wykonane w Nowym Jorku oraz w Nu Boyana Film Studios w Bułgarii. Zdjęcia do odcinka Pościg Judoonów wykonano między innymi w Howell’s School w Llandaff oraz w kawiarni Little Man Coffee Company w Cardiff; natomiast sceny z udziałem Judoonów nakręcono w pobliżu katedry w Gloucester.
Sceny do odcinka Słyszysz mnie? powstawały między innymi w Roath Lock Studios w Cardiff. Sceny do odcinka Nawiedzona willa Diodati wykonano we wsi Merthyr Mawr. 
Sceny do odcinka Dziecko poza czasem powstały m.in. w Cemex, Taffs Well Quarry w Cardiff.
Na początku października kręcono sceny do odcinka specjalnego w Canada Lodge and Lake w Cardiff. Nakręcono także sceny z udziałem Daleków w Smallwood Primary School w Londynie, 2 i 9 października nakręcono sceny na terenie Cardiff oraz 22 października na Clifton Suspension Bridge w Bristolu.
Zdjęcia zakończyły się 19 listopada 2019 roku.

### Efekty specjalne
Świetliste istoty, nazywane „Kasaavin”, które pojawiają się w odcinku Wszechświat to za mało, zostały stworzone przy wykorzystaniu aktorów oraz praktycznych efektów specjalnych.
Neill Gorton i jego firma Millennium FX wykonała charakteryzację do odcinka Praxeus.
Odcinek Słyszysz mnie? zawiera segment animowany, wykonany przez ilustratorkę Ninę Chakrabarti.

### Ścieżka dźwiękowa
Do roli kompozytora muzyki powrócił Segun Akinola, który skomponował wcześniej muzykę także do 11. serii.

## Promowanie sezonu
Pierwszy poster promujący sezon dwunasty został opublikowany za pośrednictwem Facebooka 21 listopada 2019 roku.
Pierwszy zwiastun serii został opublikowany 23 listopada 2019 roku, w 56. rocznicę pierwszej emisji serialu. Drugi zwiastun opublikowano 2 grudnia 2019. Zwiastun wyjawił również datę premiery serii. Kolejne zwiastuny promujące serię zostały opublikowane 20 stycznia 2020 roku oraz 7 lutego 2020.

## Emisja
W grudniu 2018 roku BBC potwierdziło, że emisja dwunastej serii sezonu nastąpi na początku 2020 roku, pomimo wcześniejszych pogłosek, według których premiera serii miałaby odbyć się jesienią 2019 roku. 2 grudnia 2019 roku BBC ogłosiło, że premiera serii nastąpi 1 stycznia 2020 roku. Z wyjątkiem pierwszego odcinka, kolejne będą emitowane w niedziele, podobnie jak odcinki poprzedniego sezonu, aż do marca 2020.
Jakiś czas po zakończeniu emisji serii dwunastej zostanie wyemitowany odcinek specjalny. 1 marca 2020 podano do wiadomości, że odcinek zostanie wyemitowany najprawdopodobniej w okolicy Bożego Narodzenia 2020 roku lub Nowego Roku 2021, ale dokładna data nie została jeszcze ustalona. Ostatecznie pod koniec listopada, za pośrednictwem zwiastuna podano do wiadomości, że premiera odcinka specjalnego została ustalona na 1 stycznia 2021 roku. Odcinek specjalny Rewolucja Daleków obejrzało 6,25 milionów ludzi w Wielkiej Brytanii, a w Ameryce 652 tysięcy.
Dwuczęściowy odcinek Wszechświat to za mało został wyświetlony w kinach w Stanach Zjednoczonych 5 stycznia 2020 roku.

## Oceny krytyków
Seria została pozytywnie przyjęta przez krytyków. W serwisie Rotten Tomatoes seria otrzymała od krytyków 78% świeżości na podstawie 8 recenzji. W serwisie Metacritic średnia ocena krytyków tego sezonu wyniosła 80 na 100 punktów na podstawie czterech recenzji.
Widzowie z kolei serię odebrali negatywnie. W serwisie Metacritic średnia ocena widzów tego sezonu wyniosła 2,7 na 10 punktów na podstawie 142 recenzji. Użytkownicy serwisu Rotten Tomatoes ocenili serię na 16% świeżości na podstawie 4039 recenzji.

## Nagrody i nominacje
W 2020 roku Rebecca Trotman trzymała nagrodę BAFTA Cymru w kategorii najlepszy montaż za pracę nad serialem Doktor Who, z kolei Lee Haven Jones został nominowany do tej nagrody w kategorii najlepsza reżyseria w fikcji za odcinek Spyfall Part 2.

## Wersja na DVD i Blu-ray
Odcinek specjalny zatytułowany Resolution został wydany na DVD i Blu-ray 18 lutego 2019 roku w regionie 2.
Seria dwunasta została wydana na DVD i Blu-ray 4 maja 2020 roku w regionie 2, 9 czerwca 2020 w regionie 1 oraz 3 czerwca 2020 roku w rejonie 4. W zestawie ze wszystkimi odcinkami tej serii dołączono również odcinek specjalny Resolution, oraz dziesięć krótkich filmów dokumentalnych związanych z poszczególnymi odcinkami tego sezonu.